# La volpe rossa
La volpe rossa (Kidnapped) è un film del 1948 diretto da William Beaudine.
È un film d'avventura statunitense con Roddy McDowall, Sue England e Dan O'Herlihy. È basato sul romanzo del 1886 Il ragazzo rapito (Kidnapped) di Robert Louis Stevenson. L'ex attore bambino Roddy McDowall interpreta David Balfour nella storia di un ragazzo nobile orfano rapito dal malvagio zio avaro Ebenezer (Houseley Stevenson).

## Produzione
Il film, diretto da William Beaudine su una sceneggiatura di Scott Darling con il soggetto di Robert Louis Stevenson (autore del romanzo), fu prodotto da Lindsley Parsons per la Lindsley Parsons Picture Corporation e girato nei Nassour Studios a Hollywood e nel ranch di Corriganville a Simi Valley in California.

## Distribuzione
Il film fu distribuito con il titolo Kidnapped negli Stati Uniti dal 28 novembre 1948 al cinema dalla Monogram Pictures.
Alcune delle uscite internazionali sono state:
- in Portogallo il 26 settembre 1950 (A Maldição da Torre)
- in Finlandia il 27 giugno 1951 (Nuori seikkailija)
- in Francia il 10 febbraio 1954 (Captif en mer)
- in Venezuela (El secuestro)
- in Italia (La volpe rossa)

## Critica
Secondo Leonard Maltin il film è un "deludente adattamento di basso budget".